# 石川金次郎

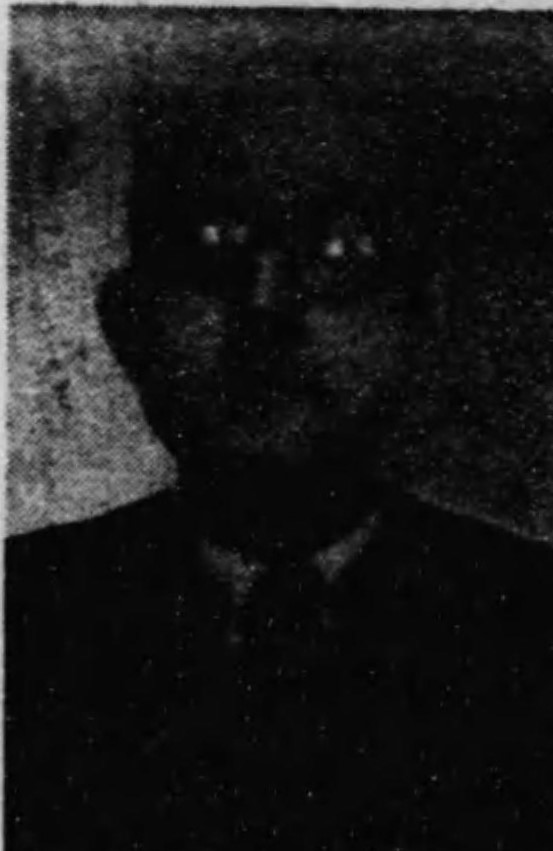
石川金次郎

石川 金次郎（いしかわ きんじろう、1897年〈明治30年〉1月14日 - 1953年〈昭和28年〉3月24日）は、日本の政治家、社会運動家、弁護士。衆議院議員（4期、日本社会党）。
国家社会主義の活動家だった石川準十郎は実弟。子息の石川克次郎は、弁護士で民主社会党結成に参加した。

## 経歴
岩手県岩手郡玉山村大字日戸（現在の盛岡市近郊）に比較的裕福な家庭に生まれる。1907年（明治40年）日戸小学校を卒業（四年制）。後、義務教育年限延長により王仁小学校に通学。1909年（明治42年）王仁小学校尋常科を卒業、盛岡市立高等小学校に進学。1911年（明治44年）岩手県立工業学校（現・岩手県立盛岡工業高等学校）機械科に進学、1914年（大正3年）同校を卒業。
横須賀海軍工廠に就職するも、祖父の家政を助けるため帯職帰郷。また足を痛めて生涯不自由になった。1917年（大正6年）油町組総代となる。ロシア革命勃発や海軍工廠に勤務した際に第一次世界大戦の煽りで大杉栄や堺利彦らの社会主義思想に影響を受け、石川騒水と号し、1919年（大正8年）に弟の準十郎らと牧民会を結成して岩手に社会主義運動を持ち込んだ。大杉、高畠素之を訪問して社会主義の研究を行う。後、牧民会は日本社会主義同盟の東北支部になった。1922年（大正11年）盛岡無尽株式会社に入社。1923年（大正12年）牧民会解散。1926年（大正15年）社会民衆党の岩手第一支部を組織。安部磯雄、鈴木文治、片山哲らと面識を持つ。1929年（昭和4年）無尽会社を退職。普通選挙第一回市会議員選挙に当選。1932年（昭和7年）昭和金融恐慌の経済混乱を収拾するため、旧銀甦生期成同盟会が結成され、その書記長に選任される。
社会運動家として岩手の社会主義運動を牽引し、数多くの労働争議に関係。1933年（昭和8年）独学で弁護士となる。以後、弁護士として諸種の事件に係わる。また盛岡銀行清算人に選任され、1941年（昭和16年）の清算結了まで努力する。社会民衆党が分裂し、また弟準十郎が大日本国家社会党を結成したことから、同党に入党する。（～1937年（昭和12年））この年、市会議員に三選、日中戦争（支那事変）の勃発により大日本国家社会党が解党する。1941年（昭和16年）市会議員に四回連続当選。
戦後の1945年（昭和20年）日本社会党が結党され、岩手県連を結成。1946年（昭和21年）第22回衆議院議員総選挙に当選。1947年（昭和22年）第23回衆議院議員総選挙、1949年（昭和24年）第24回衆議院議員総選挙も岩手1区で再選。
1952年（昭和27年）右派社会党から選挙に臨み4選。
1953年（昭和28年）既に病も篤くなっていたが第26回衆議院議員総選挙に立候補を模索するも、解散直後の同年3月24日に死去した。56歳没。同年31日、特旨を以て位記を追賜され、死没日付をもって従六位勲四等に叙され、瑞宝章を追贈された。

## 人物
- 清廉潔白が当てはまるような人物で、口癖は「騙されてもいいから人を騙すな」「駆け引きをするな」であった[2]。

## 伝記
- 高橋義一編『石川金次郎』（道友会、昭和28年）